# 張漢超
張漢超（越南语：／，？—1354年），越南陈朝官员、儒学学者。
张汉超是长安府安宁县福城（今宁平省宁平市福城坊）人，原为兴道王陈国峻的门客，颇有学问。1308年，封为翰林学士，后为行遣。张汉超为人非常耿直，对佛教极为排斥，有文章政绩著称，陈朝皇帝称他为师不称其名。一天在朝会之上说到刑官范遇、黎维受贿，陈明宗便命令他勘察实情。张汉超私下跟人说：“我待罪于政府，被主上信任，因此说出来，哪知被命令勘察实情。”陈明宗得知后说：“行遣是省官，审刑院官，也是我所信任的。哪能让我听信省官而怀疑院官呢。”最后在堪问的时候张汉超辞屈，被罰錢三百鏹。
1339年，张汉超被任命为门下右司郎中。1341年，與阮忠彥奉命編定皇朝大典考撰，刊書頒行。翌年，升左司郎中兼諒江經畧使。1345年，为左諫議大夫。1351年，封左參知政事。1353年，陈裕宗派兵大举讨伐占城，欲扶占城王子制某夺位。张汉超劝阻，不听。陈军行至古垒遇到阻碍，只得班师回朝。同年，占城侵犯化州。陈军随将其击退，但颇为失利。陈裕宗召张汉超商议，张汉超说：“不听臣的话，所以至此。”于是陈裕宗命他領神策諸軍出鎮化州，至此边境恢复安宁。翌年，张汉超获准回京，但未至昇龍就病逝了，追赠太保官职。1363年，追赠太傅。1372年，從祀孔子廟庭。